# Ramal ferroviario Retiro-Delta
El Ramal Retiro-Delta, también llamado Ramal Retiro-Bartolomé Mitre en su trayecto entre Retiro y la estación Bartolomé Mitre, es un ramal ferroviario en Buenos Aires y la zona norte del Gran Buenos Aires que actualmente forma parte de la Línea Mitre y del Tren de la Costa. Al momento de su inauguración se llamó Tigre R, para diferenciarlo del paralelo  ramal Retiro-Tigre. Es operado en su totalidad por la empresa estatal Trenes Argentinos.

## Descripción
Si bien la línea y el servicio de trenes comienza en la Estación Retiro, el ramal en sí mismo comienza a partir de la bifurcación de la línea en la Estación Belgrano R. Atraviesa los barrios de Coghlan, Saavedra, Florida y Olivos, donde el servicio finaliza en la Estación Bartolomé Mitre. Si se cruza un puente peatonal que conecta la Estación Bartolomé Mitre y la Estación Avenida Maipú, el ramal continúa su segundo tramo, operado por el Tren de la Costa entre aquella estación y Tigre. Hasta la década de 1960, la línea unía sin interrupciones Belgrano R y Tigre.

## Historia
En 1887 el gobierno le otorgó una concesión a Noguier & Cia para construir una línea desde la Estación Belgrano R, del Ferrocarril Buenos Aires a Rosario, hasta Las Conchas, paraje que desde el siglo XX se encuentra dentro del partido de Tigre. En 1890 el Ferrocarril Buenos Aires a Rosario adquiere la concesión y construye el ramal como un apéndice de su vía principal a Rosario y con la intención de competir con el ramal Retiro - Tigre del Ferrocarril del Norte de Buenos Aires.
El tendido de rieles llegó a San Isidro en 1891, y dos años después alcanzaba San Fernando. Las obras se terminaron en 1896, cuando fue librada al servicio público la estación Tigre R (Delta).
En 1961, el tramo entre Bartolomé Mitre y Delta fue clausurado. La infraestructura de vías se conservó para mantener el acceso ferroviario al astillero Astarsa.
En 1995 se construyó el Tren de la Costa, utilizando la traza abandonada a partir de Bartolomé Mitre. El ramal fue aislado de la red ferroviaria, con la eliminación del paso a nivel de la Avenida Maipú y el cambio del ancho de vía utilizado. Debió construirse una nueva terminal, puesto que se resolvió sustituir la trocha ancha por media y cambiar el sistema de alimentación eléctrica, ahora por catenaria. El hecho de que el antiguo ramal se dividiera en dos áreas asignadas a distintas concesionarias favoreció su separación definitiva. La nueva terminal (Avenida Maipú) se construyó enfrentada a la estación Bartolomé Mitre, unida a ella por un puente peatonal.

## Estaciones
| Estación            | Kilómetro (Desde Retiro Mitre) | Inauguración | Cantidad de andenes   | Distrito                 | Notas |
| ------------------- | ------------------------------ | ------------ | --------------------- | ------------------------ | --- |
| Belgrano R          | 10.5                           | 1876         | 2 (más uno en desuso) | Comuna 13 (Belgrano)     | Combinación con Ramal Retiro-José León Suárez |
| Coghlan             | 11.6                           | 1891         | 2                     | Comuna 12 (Coghlan)      | Proximidad con Empalme Coghlan con el ramal Retiro-José León Suárez y Hospital Pirovano                                                                     |
| Luis María Saavedra | 13.3                           | 1891         | 2                     | Comuna 12 (Saavedra)     | Proximidad con Avenida General Paz (límite entre CABA y Provincia de Buenos Aires)                                                                          |
| Juan B. Justo       | 14.8                           | 1931         | 2                     | Partido de Vicente López | Proximidad con Estación Padilla de la Línea Belgrano Norte y Autopista Panamericana. Inaugurada como Parada Km. 14                                          |
| Florida R           | 16.1                           | 1891         | 2                     | Partido de Vicente López | Inaugurada como Parada Rivadavia |
| Cetrángolo          | 16.9                           | 1956         | 2                     | Partido de Vicente López | |
| Bartolomé Mitre     | 17.9                           | 1891         | 2                     | Partido de Vicente López | Combinación con Estación Avenida Maipú del Tren de la Costa. Proximidad con Metrobús del Norte y Quinta presidencial de OlivosCabecera terminal desde 1961. |

- Para las estaciones entre Retiro Mitre y Belgrano R, ver Ramal ferroviario Retiro-Rosario
- Para las estaciones entre Avenida Maipú y Tigre R (Delta), ver Tren de la Costa